# جيمس كيد
جيمس كيد (بالإنجليزية: James Kidd)‏ هو سياسي بريطاني (وحمل سابقاً جنسية المملكة المتحدة لبريطانيا العظمى وأيرلندا)، ولد في 11 مارس 1872، وتوفي في 2 مارس 1928. في الانتخابات العمومية البريطانية 1918 ‏، انتخب عضو برلمان المملكة المتحدة الـ31 عن دائرة Linlithgowshire (UK Parliament constituency) ‏ (14 ديسمبر 1918 – 26 أكتوبر 1922) وفي الانتخابات العامة في المملكة المتحدة 1924 ‏، انتخب عضو برلمان المملكة المتحدة الـ34 عن دائرة Linlithgowshire (UK Parliament constituency) ‏ (29 أكتوبر 1924 – 2 مارس 1928).